# 利默
利默（法語：Limeux，法語發音：[limø]）是法国谢尔省的一个市镇，属于维耶尔宗区。

## 地理
利默（47°4'28"N, 2°6'31"E）面积13.17 平方千米，位于法国中央-卢瓦尔河谷大区谢尔省，该省份为法国中部省份，北起卢瓦雷省，西接卢瓦-谢尔省和安德尔省，南至克勒兹省，东南接阿列省，东临涅夫勒省。
与利默接壤的市镇（或旧市镇、城区）包括：塞尔布瓦、拉兹奈、普卢、普勒伊。

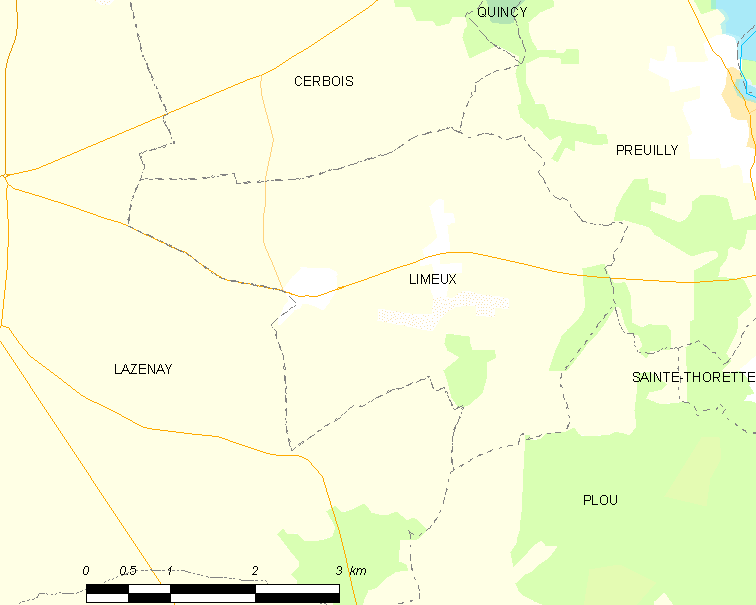
利默的OSM定位图

利默的时区为UTC+01:00、UTC+02:00（夏令时）。

## 行政
利默的邮政编码为18120，INSEE市镇编码为18128。

## 政治
利默所属的省级选区为耶夫尔河畔默安县。

## 人口

1962-2008年间利默人口变化图示

利默于2022年1月1日时的人口数量为171人。